# 塞西利娅·安德松
塞西利娅·安德松（瑞典語：Cecilia Andersson，1982年10月4日—），瑞典前女子冰球运动员，场上位置是守门员。她曾代表瑞典国家队参加2006年冬季奥林匹克运动会冰球比赛，获得一枚银牌。